# بایوسکوپ

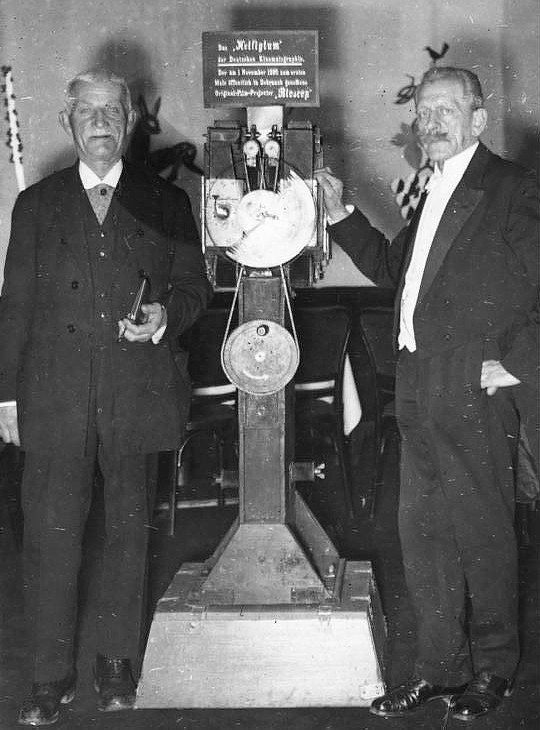
امیل (چپ) و مکس اسکلادانوسکی (راست) کنار دستگاه بایوسکوپ‌شان در ۱۹۳۴.

بایوسکوپ (انگلیسی: Bioscop) فیلم پروژکتوری بود که در ۱۸۹۵ به دست دو برادر به نام‌های امیل و مکس اسکلادانوسکی، در برلین، اختراع شد. بایوسکوپ از دو نوار ۵۴ میلی‌متری فیلم بدون سوراخ‌های جانبی، استفاده می‌کرد. این مسئله باعث می‌شد حرکت نوار فیلم در هنگام پخش، به خوبی مهار نشود که می‌تواند به توسعه موفق‌تر سینماتوگراف ساخت برادران لومیر کمک کرده باشد. 
اولین اجرای عمومی صحنه‌های فیلم به وسیله بایوسکوپ در رستورانی به نام «Feldschlößchen» در برلین بود. سه تا از این صحنه‌ها برای سینماتوگرافی اولیه برجسته شده‌اند: مشت‌زنی کانگورو، کشتی‌گیر و رقص مارپیچ. هر سه این صحنه‌ها در باغ همان رستوران برداشته شده بودند. 